# Pomaretto
Pomaretto là một đô thị ở tỉnh Torino trong vùng Piedmont, có vị trí cách khoảng 45 km về phía tây nam của Torino, nước Ý. Tại thời điểm ngày 31 tháng 12 năm 2004, đô thị này có dân số 1.110 người và diện tích là 8,5 km².
Pomaretto giáp các đô thị: Perosa Argentina, Perrero, Inverso Pinasca, và Pramollo.